# Kibeta
Kibeta è una circoscrizione urbana (urban ward) della Tanzania situata nel distretto urbano di Bukoba, regione del Kagera. Conta una popolazione di 8 088 abitanti (censimento 2012).